# Sala Flyhard
Sala Flyhard es una sala de teatro de pequeño formato en el barrio de La Bordeta de Barcelona fundado en 2010 por el dramaturgo Jordi Casanovas. Los espectáculos que representan están centrados mayoritariamente en teatro catalán contemporáneo

## Espacio
La Sala tiene capacidad para unos cuarenta y cinco espectadores aproximadamente. Está situada en la calle Alpens, número 3, en el barrio de La Bordeta. Con una superficie total de unos 120 m², consta de tres recintos: almacén y servicios, vestíbulo y acceso y la sala propiamente dicha, que se organiza normalmente con tres hileras de butacas a ambos lados del espacio escénico central.
Antes de su uso teatral, el local era el almacén de un taller de coches.

## Representaciones
En 2006 se funda la productora teatral Flyhard Produccions. 4 años más tarde, la Sala Flyhard inicia la actividad como sede de la compañía. Con un núcleo inicial formado por un grupo de jóvenes de Villafranca del Panadés : el director y dramaturgo Jordi Casanovas, y las actrices y actores Roser Blanch, Clara Cols, Sergio Matamala y Pablo Lammers. El nombre de la sala y la compañía proviene del texto Neoburning Generation, de 2005. La compañía presenta varios montajes en espacios escénicos de pequeño formato como ÁREAtangent (en el barrio del Raval) y otros como la Sala Beckett, el Versus Teatro o Cal Bolet de Villafranca del Panadés, hasta que con la trilogía Hardcore Videogames (Wolfenstein, Tetris o City /SimCity) obtienen cierta repercusión, con éxito de crítica y público.
La programación de Sala Flyhard se basa principalmente en teatro de texto de jóvenes autores catalanes. Algunas de las obras que han pasado por su cartelera son: Un hombre con gafas de pasta, de Jordi Casanovas (octubre de 2010); Litus, de Marta Buchaca (mayo de 2012), Tortugas: la desaceleración de las partículas, de Claudia Cedó (noviembre de 2014); El polvo, de Lázaro García (marzo de 2014), o El rey tuerto, de Marc Crehuet (febrero de 2013).
Por su labor, en 2015 el teatro recibió el Premio de la Crítica de Barcelona como Mejor Sala de Teatro.